# Richie Kamuca Quartet
Richie Kamuca Quartet est un album de Jazz West Coast du saxophoniste ténor Richie Kamuca. 

## Enregistrement

### Musiciens
La session d'enregistrement est interprétée par un quartet composé de:
- Richie Kamuca (ts), Carl Perkins (p), Leroy Vinnegar (b), Stan Levey (d).

### Dates et lieux
- Hollywood, Los Angeles, Californie, juin 1957.

## Titres
| N°     | Titre                | Compositeur                | Durée |
| ------ | -------------------- | -------------------------- | ----- |
| Face 1 |                      |                            |       |
| 1.     | Just Friends         | John Klenner, Sam M. Lewis |       |
| 2.     | Rain Drain           | Richie Kamuca              |       |
| 3.     | What's New           | Bob Haggart, Johnny Burke  |       |
| 4.     | Early Bird           | Carl Perkins               |       |
|        |                      |                            |       |
| Face 2 |                      |                            |       |
| 5.     | Nevertheless         | Bert Kalmar, Harry Ruby    |       |
| 6.     | My One and Only Love | Guy Wood, Robert Mellin    |       |
| 7.     | Fire One             | Carl Perkins               |       |
| 8.     | Cherokee             | Ray Noble                  |       |

## Discographie
- 1957, Mode Records - MOD-LP #102 (LP)

## Référence
- Joe Quinn, Liner notes de l'album Mode Records, 1957.